# Acanthoderini

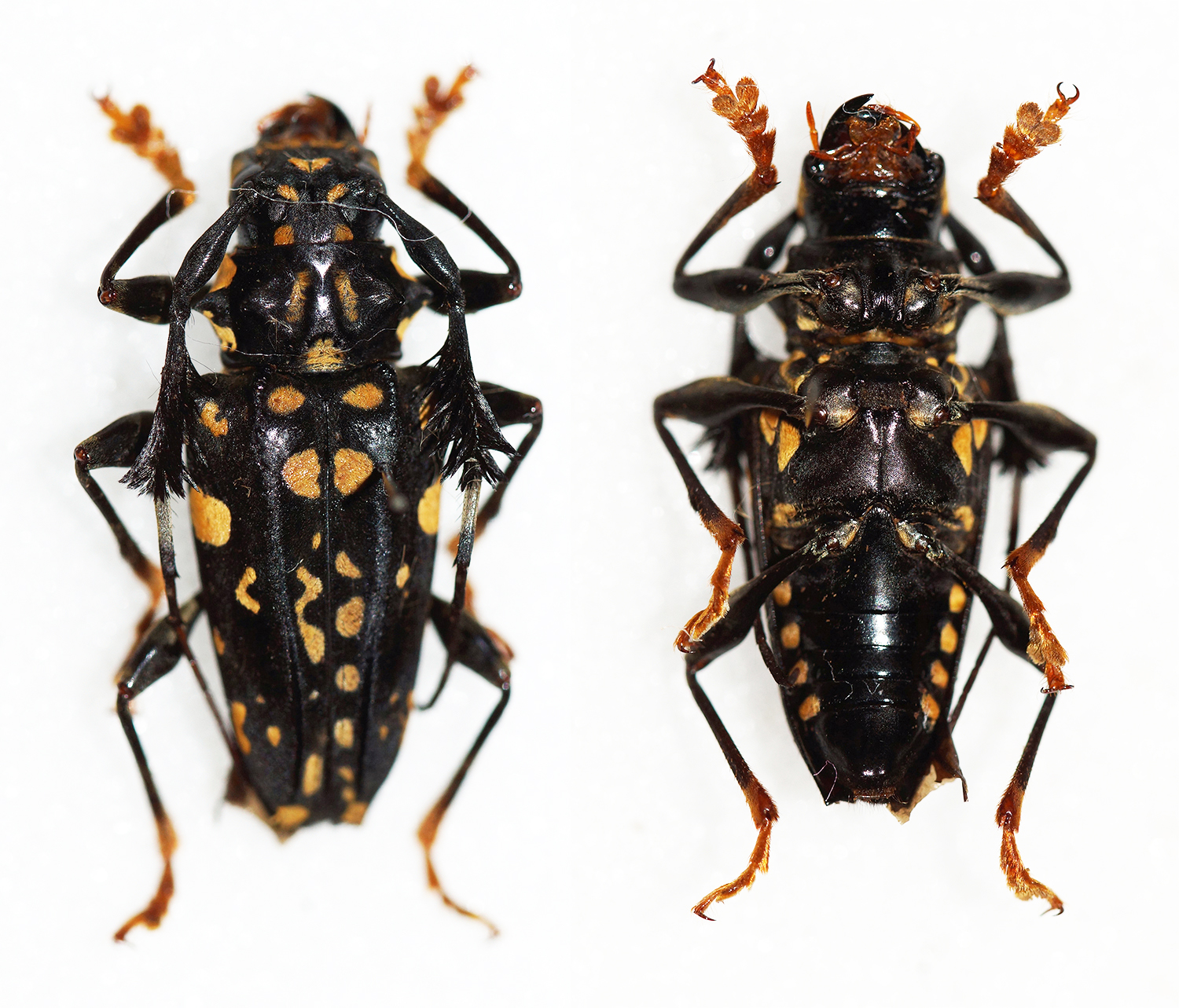
Discopus spectabilis

Acanthoderini – plemię chrząszczy z rodziny kózkowatych i z podrodziny Lamiinae. 

## Zasięg występowania
Większość gatunków występuje w Nowym Świecie, zwłaszcza w Ameryce Południowej. Jedynie około 15 gatunków występuje w innych rejonach świata.

## Systematyka
Do Acanthoderini zalicza się ponad 500 gatunków zgrupowanych w 67 rodzajach:

- Acakyra
- Acanthoderes
- Aegomorphus
- Aegoschema
- Alphus
- Amblysaphes
- Anasillus
- Anoreina
- Ateralphus
- Azygocera
- Berningerus
- Callapoecoides
- Catuana
- Cosmotomidius
- Cotycicuiara
- Cotyzineus
- Criopsis
- Discopus
- Dryoctenes
- Dufauxia
- Eupromerella
- Exalphus
- Formozotroctes
- Grandateralphus
- Hedypathes
- Irundisaua
- Itajutinga
- Macronemus
- Meridiotroctes
- Miguelmonneus
- Miriochrus
- Mundeu
- Myoxinus
- Myoxomorpha
- Necalphus
- Nesozineus
- Noxnympha
- Octotapnia
- Oplosia
- Ozotroctes
- Paracanista
- Paradiscopus
- Parapolyacanthia
- Penaherreraus
- Peritapnia
- Plagiosarus
- Plistonax
- Psapharoctes
- Pseudaethomerus
- Pseudotapnia
- Pteridotelus
- Punctozotroctes
- Pycnomorphidiellus
- Pyrianoreina
- Scleronotus
- Scythropopsis
- Sorelia
- Spinozotroctes
- Steirastoma
- Sychnomerus
- Symperasmus
- Taurorcus
- Tetrasarus
- Trichoanoreina
- Urangaua
- Wappesicus
- Zikanita